# Абдулразак Гурна
Абдулраза́к Гурна́ (англ. Abdulrazak Gurnah; нар. 20 грудня 1948, Занзібар, Танзанія) — англомовний британський прозаїк танзанійського походження; член Королівського літературного товариства. Найвідоміші з його романів — «Рай» (1994), який потрапив до короткого списку Букерівської премії і премії Вітбріда, «Дезертирство» (2005) та «Біля моря» (2001), який отримав книжкову премію газети Лос-Анджелес Таймс. Був удостоєний Нобелівської премії 2021 року «за безкомпромісне та співчутливе вивчення наслідків колоніалізму та долі біженця у прірві між культурами та континентами».

## Життя і кар'єра
Абдулразак Гурна народився 20 грудня 1948 року на острові Занзібар біля узбережжя Східної Африки. Переїхав до Великої Британії студентом у 1968 р. Спочатку навчався в Коледжі Крайст-Черч, Кентербері, дипломи якого на той час присуджував Лондонський університет.
Гурна керував дослідницькими проектами, присвяченими творчості Рушді, Найпола, Г. В. Десані, Ентоні Берджеса, Джозефа Конрада, Джорджа Ламмінга та Ямайки Кінкейд.
У жовтні 2021 року він був удостоєний Нобелівської премії з літератури 2021 ріку «за безкомпромісне та співчутливе вивчення наслідків колоніалізму та долі біженця у прірві між культурами і континентами».

## Твори

### Романи
- «Пам’ять про відбуття» (Memory of Departure — 1987)[14]
- «Шлях паломників» (Pilgrims Way — 1988)[15]
- «Дотті» (Dottie — 1990)[16]
- «Рай» (Paradise — 1994)[17] (у шортлисті на Букерівську премію та Costa Book Awards)
- «Милуючись тишею» (Admiring Silence — 1996)[18]
- «Біля моря» (By the Sea — 2001)[17] (в лонглисті на Букера та шортлисті премії «Лос-Анджелес таймс»)
- «Дезертирство» (Desertion — 2005)[19]
- «Останній подарунок» (The Last Gift — 2011)[20]
- «Рінисте серце» (Gravel Heart — 2017)[21]
- «Посмертя» (Afterlives — 2020)[22]

### Оповідання
- «Моя мати жила на фермі в Африці» (My Mother Lived on a Farm in Africa — 2006)

## Переклади українською
- Абдулразак Ґурна. Пам’ять про відбуття. Переклад з англійської Гєника Бєлякова. – Київ: Комубук, 2023[23].
- Абдулразак Ґурна. Цінувати мовчання. Переклад з англійської Гєника Бєлякова. – Київ: Комубук, 2025[24].